# Лесото на Олімпійських іграх
Лесото вперше взяло участь в Олімпійських іграх у 1972 році. Відтоді карликова держава пропустила лише одну літню Олімпіаду, приєднавшись у 1976 році до масового бойкоту африканськими державами Ігор у Монреалі. У зимових Олімпіадах Лесото ніколи не брало участь. Спортсмени Лесото ніколи не завойовували олімпійських медалей.
Національний Олімпійський комітет Лесото заснований у 1971 році й визнаний МОК у 1972 році.